# Tratatul de la Londra (1946)
Tratatul de la Londra a fost semnat între Marea Britanie și Transiordania la 22 martie 1946 și a intrat în vigoare la 17 iunie 1946.
Tratatul se referea la suveranitatea și independența statului arab Transiordania, care acum ar fi cunoscut drept Regatul Hașemit al Transiordaniei, emirul Abdullah I devenind rege. Cu toate acestea, Marea Britanie ];i va menține în continuare baze militare în interiorul țării și va continua să subvenționeze și să sprijine Legiunea Arabă.
Tratatul de la Londra a înlocuit fostul mandat anglo-transiordanian cunoscut sub numele de Legea Organică din 1928. Acest fost mandat a liberalizat mai multe restricții asupra Transiordaniei, dat Marea Britanie avea încă sub control politica financiară și majoritatea problemelor de politică externă. Atunci a fost considerat un pas către independența viitoare.
Independența iminentă a Transiordaniei a fost recunoscută la 18 aprilie 1946 de Liga Națiunilor în cadrul ultimei întâlniri a organizației respective.
La 25 mai 1946, Transiordania a devenit „Regatul Hașemit al Transiordaniei”, când s-a decis ca titulatura de „emir” să fie redenumită „rege” de către parlamentul Transiordaniei în ziua în care a ratificat Tratatul de la Londra. Ziua de 25 mai este încă sărbătorită ca zi a independenței în Iordania, deși oficial mandatul pentru Transiordania s-a încheiat la 17 iunie 1946 când, în conformitate cu Tratatul de la Londra, ratificările au fost schimbate în Amman, iar Transiordania a obținut independența deplină.
Când regele Abdullah a solicitat aderarea la recent formata Organizație a Națiunilor Unite, cererea sa a fost respinsă de Uniunea Sovietică, invocând că națiunea nu este „pe deplin independentă” de controlul britanic. Aceasta a dus la un alt tratat din martie 1948 cu Marea Britanie în care au fost eliminate toate restricțiile asupra suveranității. În ciuda acestui fapt, Iordania nu a devenit un membru cu drepturi depline al Națiunilor Unite până la 14 decembrie 1955.